# Stefano Vanzina
Stefano Vanzina, genannt Steno (* 19. Januar 1915 in Rom; † 12. März 1988 ebenda), war ein italienischer Filmregisseur und Drehbuchautor, der durch zahlreiche Filmkomödien bekannt wurde, darunter auch solche der Commedia all’italiana.

## Leben
Der Sohn von Giulia Boggio und Alberto Vanzina war in seiner Jugend nach Argentinien emigriert und arbeitete später als Journalist für den Corriere della Sera. Als er drei Jahre alt war, starb sein Vater, der die Familie in wirtschaftlich zerrütteten Verhältnissen zurückließ. Vanzine machte Abitur und schrieb sich im Fachbereich Rechtswissenschaften der Universität ein, das Studium beendete er jedoch nicht. Stattdessen begann er eine Ausbildung zum Bühnenbildner an der Accademia di Belle Arti, um auch am Centro Sperimentale di Cinematografia zugelassen zu werden. Durch das kreative Umfeld beflügelt, begann er Karikaturen und Cartoons zu zeichnen sowie Vignetten und humorvolle Texte unter dem Pseudonym Steno zu verfassen. Dieses Pseudonym, eine Hommage an den Romanautor Flavio Steno, behielt er bei. Lediglich bei zwei Filmen benutzte Vanzina seinen Familiennamen.
Vanzina schrieb zunächst für die Tribuna Illustrata, später wurde er Redaktionsmitglied der humoristischen Zeitschrift Marc’Aurelio. Parallel dazu begann er für die nächsten fünf Jahre mit Radiohörspielen und Theaterstücken, unter anderem für Marcello Marchesi und Federico Fellini. Durch diese Arbeiten lernte er Mario Mattòli kennen, der ihm die Türen zur Filmwelt öffnete. Von da an schrieb Vanzina Drehbücher, unter anderem für Giorgio Simonelli, Carlo Ludovico Bragaglia, Riccardo Freda und Carlo Borghesio. Bei zahlreichen Filmen war er stellvertretender Regisseur, bei zwei Filmen wirkte er als Schauspieler mit.
1949 gab er mit Al diavolo la celebrità sein Regiedebüt, in Zusammenarbeit mit Mario Monicelli, mit dem er bereits seit der frühen Nachkriegszeit Filmskripte geschrieben hatte. Anfang 1952 produzierte er seinen ersten eigenen Film, Totò a colori. In den nächsten 30 Jahren war er mit großem Erfolg an zahlreichen Filmkomödien beteiligt, als Regisseur wie auch als Drehbuchautor und Produzent. In seinen Komödien wirkten bekannte italienische Filmkomiker wie Totò und Alberto Sordi mit. Die Respektlosigkeit und Ironie seiner Drehbücher führte 1954 zu einem Eklat, als seine Komödie Le avventure di Giacomo Casanova der Zensur zum Opfer fiel. Große Teile wurden herausgeschnitten, das Werk kam verstümmelt auf die Leinwand. Eine rekonstruierte Fassung wurde inzwischen von 62° Mostra del Cinema di Venezia aufgeführt.
Internationale Bekanntheit erlangte Vanzina in den 1970er Jahren mit den Plattfuß-Filmen, in denen Bud Spencer jeweils die Hauptrolle spielte. In den 1970er und 80er Jahren schuf er Pilotfilme und Serienfolgen fürs italienische Fernsehen. Seine letzte Arbeit für die große Leinwand war der Film Animali metropolitani, eine unerbittliche Abrechnung mit der hedonistischen italienischen Gesellschaft der späten 1980er Jahre. Der Film kam drei Monate nach seinem Tod heraus und stieß auf wenig Interesse.
Zwanzig Jahre nach seinem Tod erschien eine Dokumentation unter dem Namen Steno, Genio Gentile, die auf der Festa del Cinema di Roma Uraufführung hatte. Seine beiden Söhne Enrico und Carlo Vanzina zählen mit ihren gemeinsam produzierten Filmen zu den kommerziell erfolgreichsten italienischen Regisseuren der Gegenwart.

## Filmografie (Auswahl)

### Drehbuch
- 1940: Verlassen (Abbandono)
- 1951: O.K. Nero (O.K. Nerone)

### Regisseur
- 1949: Totò cerca casa
- 1949: Nur Du bist mein Traum (Al diavolo la celebrità)
- 1950: Hundeleben (Vita da cani)
- 1950: È arrivato il cavaliere
- 1951: Totò e il re di Roma
- 1951: Räuber und Gendarm (Guardie e ladri)
- 1952: Totò und die Frauen (Totò e le donne)
- 1952: Totò a colori
- 1953: L’uomo, la bestia e la virtù
- 1953: Untreue (Le infedeli)
- 1953: Cinema d’altri tempi
- 1954: Drei Sünderinnen (Un giorno in pretura)
- 1954: Ein Amerikaner in Rom (Un americano a Roma)
- 1955: Piccola posta
- 1955: Casanova – seine Liebe und Abenteuer (Le avventure di Giacomo Casanova)
- 1956: Neros tolle Nächte (Mio figlio Nerone)
- 1957: Susanna tutta panna
- 1958: Mia nonna poliziotto
- 1958: Nachtwächter, Dieb und Dienstmädchen (Guardia, ladro e cameriera)
- 1958: Totò nella luna
- 1959: Totò, Eva e il pennello proibito
- 1959: Femmine tre volte
- 1959: I tartassati
- 1959: Schlechte Zeiten für Vampire (Tempi duri per i vampiri)
- 1960: Kasernengeflüster (Un militare e mezzo)
- 1960: A noi piace freddo …!
- 1960: Letto a tre piazze
- 1961: Die drei Musketiere der Meere (I moschettieri del mare)
- 1961: La ragazza di mille mesi
- 1961: Psycosissimo
- 1962: Totò diabolicus
- 1962: Copacabana Palace
- 1962: I due colonnelli
- 1963: Totò contro i quattro
- 1963: Gli eroi del West
- 1964: I gemelli del Texas
- 1964: Un mostro e mezzo
- 1965: Amore all’italiana
- 1965: Die richtige Frau im falschen Bett (Letti sbagliati)
- 1966: Rote Rosen für Angelika (Rose rosse per Angelica)
- 1967: Arrriva Dorellik
- 1967: Etappenschweine (La feldmarescialla)
- 1968: Capriccio all’italiana (Segment: Il mostro della domenica)
- 1970: Sein bestes Stück verkauft man nicht (Il trapianto)
- 1971: Im Auftrag der Cosa Nostra (Cose di Cosa Nostra)
- 1971: Il vichingo venuto dal sud
- 1972: Das Syndikat (La polizia ringrazia)
- 1972: Il terrore con gli occhi storti
- 1972: L’uccello migratore
- 1973: Anastasia mio fratello ovvero il presunto capo dell’Anonima Assassini
- 1973: Sie nannten ihn Plattfuß (Piedone lo sbirro)
- 1974: La poliziotta
- 1975: Der Kleine mit dem dicken Hammer (Il padrone e l’operaio)
- 1975: Plattfuß räumt auf (Piedone a Hong Kong)
- 1976: L’Italia s’è rotta
- 1976: Febbre da cavallo
- 1977: Tre tigri contro tre tigri
- 1977: Vom Blitz getroffen (Doppio delitto)
- 1978: Plattfuß in Afrika (Piedone l’africano)
- 1979: Plattfuß am Nil (Piedone d’Egitto)
- 1979: La patata bollente
- 1979: Dr. Jekylls unheimlicher Horrortrip (Dottor Jekyll e gentile signora)
- 1980: Il Tango della gelosia
- 1980: Quando la coppia scoppia
- 1980: Fico d’India
- 1982: Sballato, gasato, completamente fuso
- 1982: Dio li fa e poi li accoppia
- 1982: Banana Joe
- 1983: Bonnie und Clyde auf italienisch (Bonnie e Clyde all’italiana)
- 1983: Magic Touch (Mani di fata)
- 1984: Mi faccia causa
- 1985: Cuore di pietra
- 1987: Animali metropolitani
- 1987: L’ombra nera del Vesuvio (Miniserie)
- 1988–1989: Jack Clementi – Anruf genügt… (Big Man, Fernsehserie)